# Enemy of the Bane
Enemy of the Bane (L'Ennemie du Bane) est le sixième épisode de la deuxième saison de la  série britannique de science-fiction The Sarah Jane Adventures. Elle voit le personnage du Brigadier Lethbridge-Stewart (Nicholas Courtney) réapparaitre dans le Whoniverse. À l'origine, ce rôle devait être tenu par l'ex-compagne du Docteur Martha Jones mais l'actrice Freema Agyeman a fait faux bond au dernier moment pour jouer dans Londres, police judiciaire (Law & Order: UK).  À ce jour, la série n'a jamais été diffusée en France.

## Accroche
Ayant pris la mère de Rani en otage, la terrible Mrs Wormwood vient demander à Sarah Jane Smith son aide : les Bane projettent de détruire la galaxie.

## Résumé

### Première partie
Après avoir reçu la commande de nombreuses fleurs venant d'une certaine Mrs Wormwood, Gita Chandra est enlevée. Sarah Jane se méfie : il s'agit d'un piège. Retrouvant Wormwood et Gita dans une usine désaffectée, celle-ci demande à Sarah Jane Smith de lui accorder son aide. Depuis son échec, les Bane la cherche pour la dévorer. Ceux-ci recherchent un artefact très puissant qui permettrait de ramener Horath, une puissance galactique dangereuse. Séparé en deux parties, le bâton de Tungunska, une partie de l'artefact se trouve dans une base de UNIT : l'Archive Noire, où sont enfermés les objets les plus dangereux au monde. Sarah décide d'aller voir le Brigadier Lethbridge-Stewart pour qu'il intercède en sa faveur, et l'aide à rentrer par effraction dans l'Archive Noire. Repéré par les caméras ils sont pris en chasse par les militaires de UNIT. A la maison de Sarah Jane, Luke et Clyde sont attaqués par les Banes. Ayant gagné la confiance de Luke, celle-ci bosse en sous main avec Kaagh le Sontarien.

### Seconde partie
Mrs Wormwood sauve Luke et Clyde. En fuite dans la boutique de Gita Chandra, Mrs Wormwood révèle ses vrais intentions : réanimer Horath, en réalité un super-ordinateur permettant de contrôler la galaxie, et présente son complice Kaagh, Sontarien déchu depuis que Sarah Jane a mis à mal ses plans. Mrs Wormwood repart avec Kaagh et Luke qu'elle considère à la fois comme son otage et son fils. Tout trois réussissent à réanimer une porte dimensionnelle menant à Horath dans un cercle de pierre. Wormwood espère que Luke va la suivre afin de pouvoir gouverner la galaxie comme mère et fils. Pendant ce temps là, Sarah Jane et les autres sont pris au piège par le Major d'UNIT en réalité, un Bane sur terre, mais celui-ci est neutralisé par le Brigadier. Arrivant sur place, ils découvrent Mrs Wormwood trahissant Kaagh au profit de Luke, mais l'adolescent préfère mener une vie normale sur terre plutôt que de suivre les projets mégalos de Wormwood. Finalement, Kaagh se vengeant entraînera Wormwood dans le vortex, détruisant Horath. 

## Continuité
- On revoit Mrs Wormwood, vu dans Invasion of the Bane et Kaagh l'ennemi de The Last Sontaran.
- Clyde parle brièvement de la mauvaise éthique de son père (The Mark of the Berserker).
- Mrs Wormwood dit à Rani qu'elle est plus grande que sa prédécesseure.
- Au début de l'épisode, Rani pense que sa mère a été une nouvelle fois enlevée par Martin Trueman (Secrets of the Stars).

### Liens avec leWhoniverse
- C'est la première fois que le Brigadier réapparaît depuis le retour de l'univers de Doctor Who en 2005. Sarah Jane Smith et le Brigadier Lethbridge-Stewart avaient été à l'antenne ensemble en 1983 dans l'épisode The Five Doctors. Il cite avoir rencontré des ennemis comme les Daleks, les Cybermen les Autons et les Zygons.
- Le Brigadier explique que maintenant « tout le monde sait pour les Aliens » faisant sans doute référence aux conséquences de l'épisode La Fin du Voyage.
- Sarah Jane explique que même la Reine Victoria était au courant pour les aliens (Un loup-garou royal).
- Le Brigadier fait référence à sa mission au Pérou, liée à la réflexion que faisaient les agents de UNIT dans A.T.M.O.S..

## Dans la culture
- Au début de l'épisode, Mrs Wormwood se présente comme « Wormwood, Mrs Wormwood », parodiant le gimmick de James Bond. L'actrice Samantha Bond qui joue Mrs Wormwood a joué dans plusieurs films le rôle de Miss Moneypenny.
- Celle-ci reprend aussi la phrase « Luke, je suis ton père » de Star Wars, épisode V : L'Empire contre-attaque en la déformant en « Luke, je suis ta mère ».